# Verbandsgemeinde Hillesheim
La comunità amministrativa di Hillesheim (Verbandsgemeinde Hillesheim) era una comunità amministrativa della Renania-Palatinato, in Germania.
Faceva parte del circondario del Vulkaneifel.
A partire dal 1º gennaio 2019 è stata unita alle comunità amministrative  Gerolstein e Obere Kyll per costituire la nuova comunità amministrativa Gerolstein.

## Suddivisione
Comprendeva 11 comuni:
1. Basberg
2. Berndorf
3. Dohm-Lammersdorf
4. Hillesheim (città)
5. Kerpen (Eifel)
6. Nohn
7. Oberbettingen
8. Oberehe-Stroheich
9. Üxheim
10. Walsdorf
11. Wiesbaum

Il capoluogo era Hillesheim.